# 東海大学工芸短期大学
東海大学工芸短期大学（とうかいだいがくこうげいたんきだいがく、英語: Tokai University Junior College of Art and Industry）は、北海道旭川市神居町忠和224に本部を置いていた日本の私立大学である。1972年に設置され、1980年に廃止された。

## 概要

### 大学全体
- 北海道旭川市に所在した日本の私立短期大学で、設置主体は学校法人東海大学。
- 学科数1、入学定員100名体制で東海大学グループの短期大学の一つとして1972年に開学[1]。
- 1976年度の入学生を最後に[注釈 1]、1980年に短期大学としての使命を終える[注 2]。

### 教育および研究
- ｢工芸｣・｢工業製品｣・｢住環境｣などの計画･設計に関して必要な諸科目が開講されていた。修業年限は昼間部2年制[6]。

### 学風および特色
- 旭川市からの要請に応えて学校法人東海大学が設置した短大でもある[6]。旭川市では長年にわたり医科大学の誘致運動を行っていたが、1967年ごろにはほとんど頓挫状態にあった[注釈 2]。当時の旭川市長五十嵐広三が東海大学総長松前重義に同大学医学部[注釈 3]の開設を要請したところ、旭川の地域性にあった他の学部なら検討するという回答から木工を中心とする工芸学部を誘致することになった。大学首脳部の議論では否定的であったが、松前総長の決断によりまず短期大学として開設されることになった。[7]

## 沿革
- 1972年
  - 1月29日 左記を以て文部省[注 3]より短期大学の設置が認可される。
  - 4月1日 東海大学工芸短期大学が以下の学科体制にて開学する。
    - 工芸学科 入学定員100名

  - 5月1日 学生数[8]/定員
    - 工芸学科 109[注 4]/100[9]
- 1976年
  - 4月1日 この年度をもって学生募集を終了[注釈 1]。
  - 5月1日 学生数[10]/定員
    - 工芸学科 302[注 5]/200[11]
- 1977年
  - 5月1日 学生数[12]/定員
    - 工芸学科 85[注 6]/100[2]
- 1980年
  - 1月7日 左記を以て正式廃止[13]。

## 基礎データ

### 所在地
- 北海道旭川市神居町忠和224

### 象徴
- 東海大学工芸短期大学のカレッジマークは東海大学のものと同じものを使用していた。

## 教育および研究

### 組織

#### 学科
- 工芸学科 入学定員100名[注 7]

#### 専攻科
- なし

#### 別科
- なし

## 大学関係者と組織

### 大学関係者一覧

#### 大学関係者
- 松前重義（本短大学長）

#### 出身者
- 川野恵子（元北海道東神楽町長）

## 対外関係

### 系列校
- 東海大学短期大学部
- 東海大学医療技術短期大学
- 東海大学福岡短期大学

## 卒業後の進路について

### 編入学･進学実績
- 主に東海大学への編入学実績があった。